# Schoenoxiphium sparteum
Schoenoxiphium sparteum är en halvgräsart som först beskrevs av Göran Wahlenberg, och fick sitt nu gällande namn av Charles Baron Clarke. Schoenoxiphium sparteum ingår i släktet Schoenoxiphium och familjen halvgräs. Inga underarter finns listade i Catalogue of Life.